# Torneio Pré-Olímpico de Voleibol Masculino de 2016 - Intercontinental
O Torneio Pré-Olímpico de Voleibol Masculino de 2016 foi a primeira edição do chamado segundo torneio qualificatório de seleções que almejavam vaga para a disputa dos Jogos Olímpicos de Verão de 2016; também chamado de intercontinental, que foi realizado entre 3 a 5 de junho na Cidade do México, México, com a participação de quatro países, ao final uma seleção classifica-se para a referida olimpíada. Seleção Mexicana conquistou a vaga para a referida olimpíada.

## Torneio Pré-Olímpico Mundial II

### Seleções participantes
As seguintes seleções foram qualificadas para a disputa do Torneio Pré-Olímpico Mundial II 2016
| Equipe  | Qualificação                       | Posição |
| ------- | ---------------------------------- | ------- |
| Argélia | Pré-Olímpico Africano de 2016      | 3º      |
| Chile   | Pré-Olímpico Sul-Americano de 2015 | 3º      |
| México  | Pré-Olímpico NORCECA de 2016       | 3º      |
| Tunísia | Pré-Olímpico Africano de 2016      | 3º      |

### Fórmula
As seleções enfrentam-se entre si em turno único, ao final da disputa qualifica-se para os Jogos Olímpicos de Verão de 2016 a seleção campeã.

### Classificação
- Local: Gimnasio Olimpico Juan de la Barrera, Cidade do México

|     |         |     | Jogos | Jogos | Jogos | Resultados | Resultados | Resultados | Resultados | Resultados | Resultados | Sets | Sets | Sets  | Pontos | Pontos | Pontos |
| Pos | Equipe  | Pts | T     | V     | D     | 3–0        | 3–1        | 3–2        | 2–3        | 1–3        | 0–3        | V    | P    | R     | V      | P      | R      |
| --- | ------- | --- | ----- | ----- | ----- | ---------- | ---------- | ---------- | ---------- | ---------- | ---------- | ---- | ---- | ----- | ------ | ------ | ------ |
| 1   | México  | 7   | 3     | 2     | 1     | 1          | 1          | 0          | 1          | 0          | 0          | 8    | 4    | 2,000 | 286    | 260    | 1.100  |
| 2   | Chile   | 6   | 3     | 2     | 1     | 1          | 1          | 0          | 0          | 1          | 0          | 7    | 4    | 1.750 | 263    | 245    | 1.073  |
| 3   | Tunísia | 5   | 3     | 2     | 1     | 0          | 1          | 1          | 0          | 0          | 1          | 6    | 6    | 1,000 | 273    | 273    | 1,000  |
| 4   | Argélia | 0   | 3     | 0     | 3     | 0          | 0          | 0          | 0          | 2          | 1          | 2    | 9    | 0.222 | 227    | 271    | 0.838  |

### Fase única
Resultados
| Data  | Hora  |            | Placar |            | Set 1 | Set 2 | Set 3 | Set 4 | Set 5 | Total | Relatório |
| ----- | ----- | ---------- | ------ | ---------- | ----- | ----- | ----- | ----- | ----- | ----- | --------- |
| 3 jun | 18:00 | 'Chile '   | 3–0    | Tunísia    | 25-21 | 25-21 | 25-21 |       |       | 75–0  | 75-63     |
| 3 jun | 20:30 | 'México '  | 3–0    | Argélia    | 25-21 | 25-16 | 25-21 |       |       | 75–0  | 75-58     |
| 4 jun | 18:00 | 'Tunísia ' | 3–1    | Argélia    | 25-14 | 22-25 | 26-24 | 25-21 |       | 98–0  | 98-84     |
| 4 jun | 20:30 | 'México '  | 3–1    | Chile      | 22-25 | 25-21 | 25-22 | 25-22 |       | 97–0  | 97-90     |
| 5 jun | 18:00 | Argélia    | 1–3    | ' Chile'   | 25-23 | 18-25 | 19-25 | 23-25 |       | 85–0  | 85-98     |
| 5 jun | 20:30 | México     | 2–3    | ' Tunísia' | 25-23 | 23-25 | 23-25 | 25-19 | 18-20 | 114–0 | 114-112   |

### Classificação final
| Posição | Equipe  |
| ------- | ------- |
| 1       | México  |
| 2       | Chile   |
| 3       | Tunísia |
| 4       | Argélia |

|  | Qualificado para a Olimpíada Rio 2016 |